# Coronel (piłkarz)
Coronel, właśc. Antônio Evanil da Silva (ur. 27 stycznia 1935 w Quatis, zm. 5 grudnia 2019) – brazylijski piłkarz, występujący podczas kariery na pozycji środkowego obrońcy.

## Kariera klubowa
Karierę piłkarską Coronel zaczął w klubie CR Vasco da Gama w 1955 roku. Z Vasco da Gama dwukrotnie zdobył mistrzostwo stanu Rio de Janeiro – Campeonato Carioca w 1956 i 1958 roku. W latach 1964–1965 występował w Tupy Vila Velha, z którego przeszedł do Ferroviárii Araraquara.
W 1967 roku występował w Nacionalu São Paulo. Ostatnim klubem w jego karierze był kolumbijski Unión Magdalena. Z Uniónem zdobył mistrzostwo Kolumbii w 1968 roku.

## Kariera reprezentacyjna
W reprezentacji Brazylii Coronel zadebiutował 10 marca 1959 w meczu z reprezentacją Peru podczas Copa América 1959, na których Brazylia zajęła drugie miejsce. Na tym turnieju Almir wystąpił we wszystkich sześciu meczach z Peru, Chile, Boliwią, Urugwajem, Paragwajem i Argentyną.
Ostatni raz w reprezentacji wystąpił 20 września 1959 w wygranym 1-0 meczu z reprezentacją Chile w Copa Bernardo O'Higgins 1960. Ogółem w reprezentacji Coronel wystąpił w 7 razy.